# Bandoneon

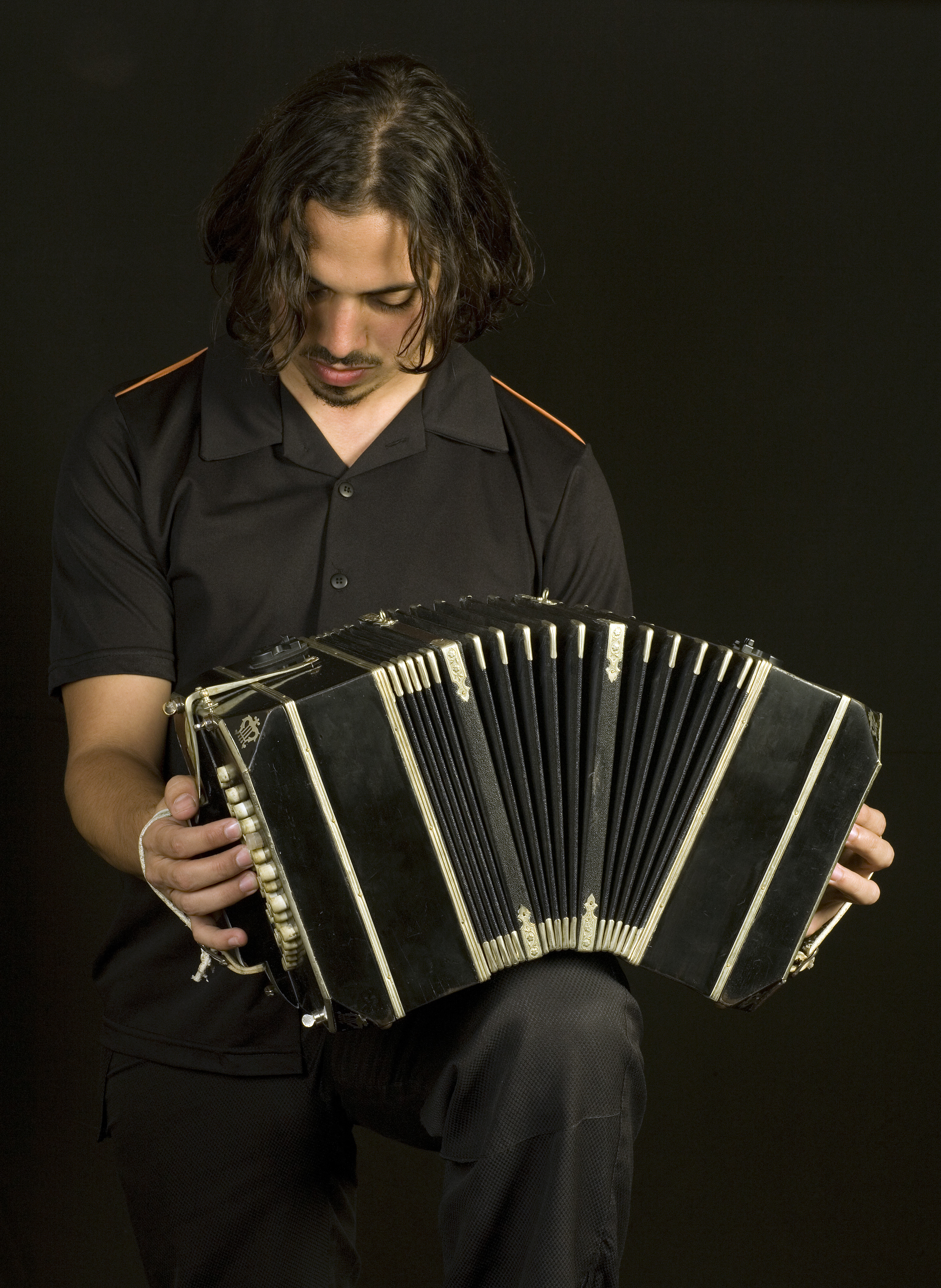
Bandoneon

Bandoneon är en typ av dragspel, som konstruerades av tyska instrumentmakare kring mitten av 1800-talet, men som senare framför allt kom att bli ett mycket populärt instrument i Sydamerika, speciellt i Argentina och Uruguay, och särskilt inom tangomusiken.
Bland de tidiga fabrikanterna fanns C.F. Zimmermann, som med ackordeonet som grund satte ihop ett bandoneonliknande dragspel 1846. Instrumentet är uppkallat efter den från Krefeld i Tyskland härstammande Heinrich Band (1821-1860). Han introducerade bandoneonen i Buenos Aires på 1840-talet och hade sådana till salu i sin instrumentbutik. Den mest kände tillverkaren genom tiderna är Alfred Arnold (AA) som i början på 1900-talet hade en omfattande produktion och vars bandoneoner fortfarande används av flertalet professionella bandoneonister.
Bandoneonen är en svårspelad dragspelsvariant, eftersom knapparna inte sitter i tonhöjdsordning och dessutom är växeltoniga (ger olika toner beroende på bälgens vidgande resp. slutande). Knapparna sitter uppe i ett av hörnen istället för utbrett på hela knapplattan.